# بیواسپکتروسکوپی

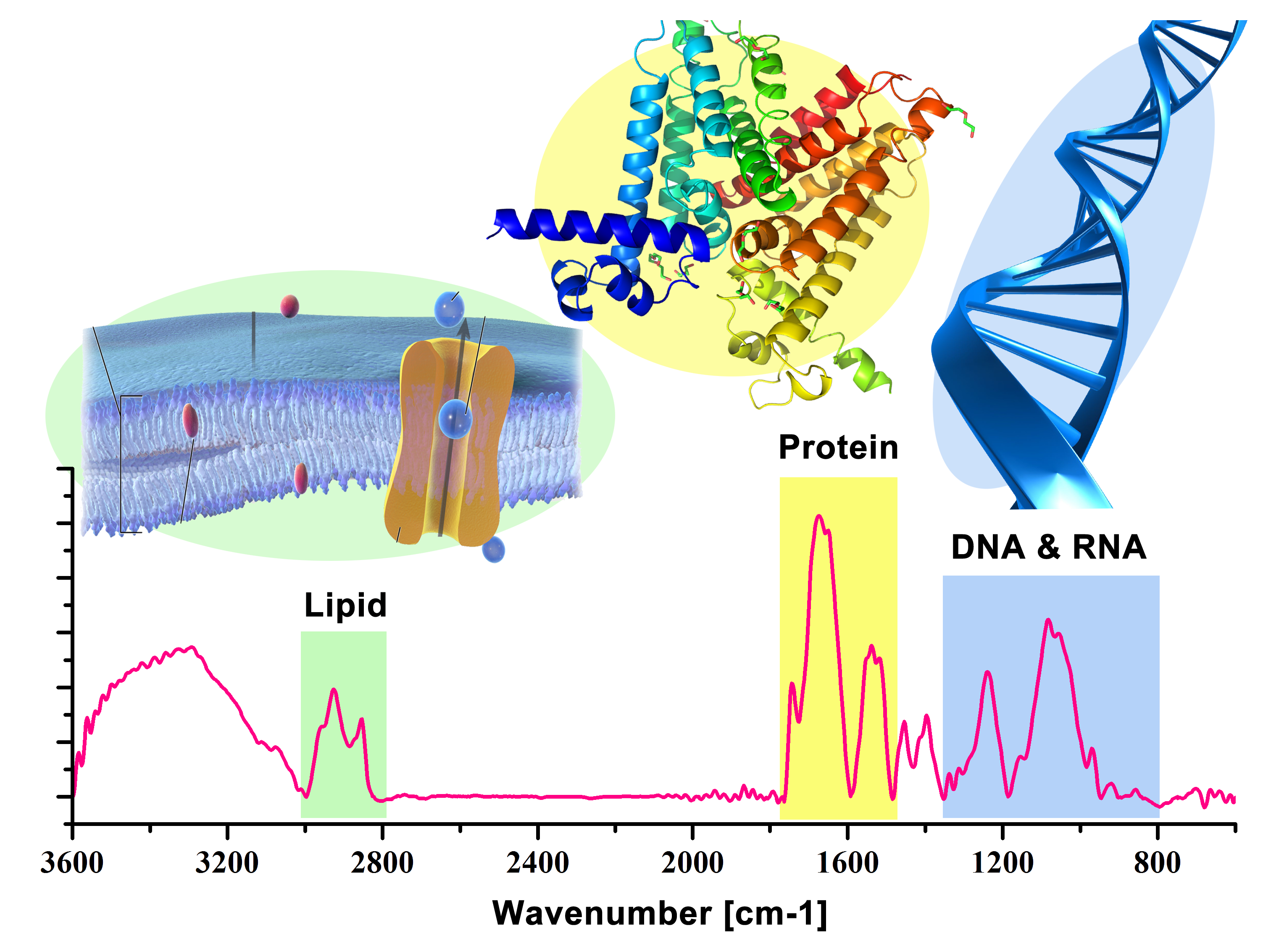
طیف مادون قرمز سلول قلب

استفاده از روش‌های اسپکتروسکوپی مادون قرمز، مرئی/فرابنفش و فلئورسانس برای بررسی بیومولکول‌ها و مطالعات بافت‌شناسی را به اصطلاح بیواسپکتروسکوپی می‌گویند.